# Martin Ennals Award
Der Martin Ennals Award for Human Rights Defenders (Abkürzung MEA, deutsch Martin-Ennals-Menschenrechtspreis) ist eine Auszeichnung für Personen und Organisationen, die sich besonders für die Wahrung der Menschenrechte in ihren Ländern engagieren.
Der Preis wird von Vertretern von zehn der wichtigsten Menschenrechtsorganisationen seit 1993 verliehen.
Er ist nach dem britischen Menschenrechtsaktivisten Martin Ennals benannt, der von 1968 bis 1980 Generalsekretär von Amnesty International war. Der Preis wurde bis 2017 jährlich in Genf im Oktober verliehen. Seit 2019 erfolgt die Preisverleihung im Februar. (Aufgrund dieses Terminwechsels entfiel die Preisverleihung 2018.) Das Preisgeld beträgt 20.000 Schweizer Franken.

## Auswahlkommission
Der Preis wird von der Martin Ennals Stiftung (Martin Ennals Foundation) verliehen.
Der Auswahlkommission gehören Vertreter folgender Menschenrechtsorganisationen an:
- Amnesty International,
- Human Rights Watch,
- Human Rights First,
- Internationale Liga für Menschenrechte,
- Weltorganisation gegen Folter,
- Internationale Juristenkommission,
- Brot für die Welt,
- International Service for Human Rights,
- Front Line Defenders
- HURIDOCS.[4]

## Preisträger
| - 1994: Harry Wu (China) - 1995: Asma Jahangir (Pakistan) - 1996: Clement Nwankwo (Nigeria) - 1997: Bischof Samuel Ruiz García (Mexiko) - 1998: Eyad El-Sarraj (Palästina) - 1999: Natasha Kandic (Jugoslawien) - 2000: Immaculée Birhaheka (Demokratische Republik Kongo) - 2001: Peace Brigades International (Kolumbien) - 2002: Jacqueline Moudeina (Tschad) - 2003: Alirio Uribe Muñoz (Kolumbien) - 2004: Lida Jusupowa (Russland) - 2005: Aktham Naisse (Syrien) - 2006: Akbar Gandschi (Iran) und Arnold Tsunga (Simbabwe) - 2007: Pierre Claver Mbonimpa (Burundi) sowie Rajan Hoole und Kopalasingham Sritharan (Sri Lanka) | - 2008: Mutabar Tadjibaeva (Usbekistan) - 2009: Emad Baghi (Iran) - 2010: Muhannad Al-Hassani (Syrien) - 2011: Kasha Jacqueline Nabagesera (Uganda) - 2012: Luon Sovath (Kambodscha) - 2013: Joint Mobile Group (Russland) - 2014: Alejandra Ancheita (Mexiko) - 2015: Ahmed Mansoor (Vereinigte Arabische Emirate) - 2016: Ilham Tohti (Volksrepublik China) - 2017: Mohamed Zaree (Ägypten) - 2019: Abdul Aziz Muhamat (Sudan) - 2020: Huda al-Sarari (Jemen) - 2021: Yu Wensheng (China) - 2022: Abdul-Hadi Al-Khawaja (Bahrein), Pham Doan Trang (Vietnam), Daouda Diallo (Burkina Faso) - 2023: Delphine Kemneloum Djiraibé (Tschad), Feliciano Reyna (Venezuela), Khurram Parvez (Jammu & Kashmir) |